# Champagney (Doubs)
Champagney – miejscowość i gmina we Francji, w regionie Burgundia-Franche-Comté, w departamencie Doubs.
Według danych na rok 1990 gminę zamieszkiwało 228 osób, a gęstość zaludnienia wynosiła 76 osób/km² (wśród 1786 gmin Franche-Comté Champagney plasuje się na 519. miejscu pod względem liczby ludności, natomiast pod względem powierzchni na miejscu 960.).